# Moslimliga
De Moslimliga (Engels: Muslim League (ML) of All Indian Muslim League, Urdu: مسلم لیگ) werd op 30 december 1906 in Dhaka gesticht en zette zich in voor politieke rechten voor moslims. De partij zou de drijvende kracht worden achter de stichting van Pakistan in 1947 als islamitische republiek uit gebieden die tot dusver tot Brits-Indië behoorden.
Na de onafhankelijkheid van Pakistan en India werd de partij gesplitst. In India was ze vooral actief in de deelstaat Kerala. In Pakistan vormde ze de eerste regering, maar viel na een staatsgreep in de jaren vijftig uit elkaar. Sindsdien hebben facties van de voormalige partij vaak deel uitgemaakt van de regering. In Bangladesh werd de Moslimliga in 1976 heropgericht, maar is sindsdien van weinig belang gebleken.
Anders dan de naam doet vermoeden was de Moslimliga geen islamitische groepering, maar een seculiere. Ze beschouwden echter de Indiase moslims als een aparte volk ten aanzien van de Indiase hindoes en andere geloofsgemeenschappen. 